# 뉴펜돌리노
뉴펜돌리노(이탈리아어: New Pendolino)는 프랑스의 철도 제조 기업인 알스톰의 고속열차로, 2006년부터 제작하고 있다.

## 세부 모델

### 중국고속철도 CRH5
중국고속철도 CRH5형(중국어: CRH5型电力动车组) 중화인민공화국 철도부에서 운영하는 국영철로로 제6차 철도 고속화 계획에 의해 프랑스의 TGV를 제조한 알스톰과 제휴해 도입된 고속철도 차량으로 구 피아트의 펜돌리노 ETR600형 전철을 기반으로 개발되었다.

### 렌페 114급
렌페 114급(스페인어: Renfe Class 114)은 스페인의 철도 기업인 렌페가 운행하는 고속열차로 아반트에서 운행하고 있다. 펜돌리노 차량을 기반으로 개발되었다.

### 치살피노 ETR 610급, 라베 503급
치살피노 ETR 610급(이탈리아어: Elettro Treno Rapido 610) 또는 라베 503급(독일어: RABe503)은 이탈리아와 스위스의 철도 기업인 페로비에 델로 스타토, 페로비에 델로 스타토가 운행하는 고속열차로 펜돌리노 차량의 4세대 차량으로 개발되었다.

### ED 250급
ED 250급(이탈리아어: ED 250 Pendolino)은 폴란드의 철도 기업인 폴란드 국철이 운행하는 고속열차로 2011년에 알스톰과 계약을 수주해 2014년부터 순차별로 도입하고 있다.

### 아빌리아 리버티
아빌리아 리버티(영어: Avelia Liberty)는 프랑스의 철도 제작 기업인 알스톰이 판매하는 고속열차 모델로 AGV 모델을 기반으로 제작되었다. 2016년 8월 26일, 미국의 여객 철도 기업인 암트랙과 알스톰이 노스이스트 코리더 노선에 새로운 열차를 도입하기 위한 계약을 체결했다. 향후 기존에 운행하고 있는 아셀라 익스프레스 열차를 교체하기 위한 목적을 두고 있다.

## 같이 보기
- 펜돌리노
- 아빌리아 리버티
- AVE